# ۱۳۶۶ فلوت پیکولو
سیارک ۱۳۶۶ (به انگلیسی: 1366 Piccolo، نامگذاری:1932WA) هزار و سیصد و شصت و ششمین سیارک کشف شده‌است که در ۲۹ نوامبر ۱۹۳۲ کشف شد.
قدر مطلق سیارک برابر ۱۰٫۴۵ است.